# Alain Van Den Bossche
Alain Van Den Bossche (Geraardsbergen, 17 november 1965) is een voormalig Belgisch wielrenner. Hij werd in 1993 verrassend Belgisch kampioen.

## Carrière
Alain is de zoon van Henri Van Den Bossche, profwielrenner begin jaren 1960. Alain speelde eerst voetbal, maar wisselde vanwege rugklachten naar de wielersport.
In 1989 brak Alain door als amateur met overwinningen in de Zesbergenprijs Harelbeke en de Internationale Wielertrofee Jong Maar Moeding te Oetingen. Het leverde hem een profcontract op bij de Nederlandse formatie TVM.
Bij deze ploeg werd hij de superknecht van Johan Capiot. Van Den Bossche en Capiot waren de enige twee TVM-renners aan de start van het Belgisch kampioenschap 1993. Zij kozen samen vroeg de aanval, samen met Guy Nulens, uit de Nederlandse Panasonic-ploeg. Sprinter Capiot kon op het zware parcours in Halanzy echter niet volgen. Het duo Van Den Bossche/Nulens reed 120 kilometer voorop, aangezien in het peloton geen echte achtervolging op gang kwam, mede door het extreem warme weer (er finishten slechts 12 renners). In de sprint klopte Van Den Bossche Nulens gemakkelijk. Nulens verklaarde later in een reportage van Sporza dat hij de overwinning aan Van den Bossche had verkocht, aangezien hij zich minder sterk voelde.
Het Belgisch kampioenschap was de eerste en naar later bleek ook de enige profzege van Van Den Bossche. Daarvoor was zijn beste resultaat een 6de plaats in de Omloop Het Volk 1992. Eind 1993 werd hij nog 6de in Parijs-Tours.
In de Belgische driekleur maakte Van Den Bossche een flinke val in de Ronde van Vlaanderen 1994, wat een streep door het grootste deel van zijn seizoen haalde. Ook in 1995 bleef hij sukkelen met fysieke problemen, waarna hij eind 1995 stopte met koersen.
Na zijn carrière ging hij aan de slag als vertegenwoordiger, vuilnisman en bewaker om uiteindelijk een baan te krijgen bij Bpost.

## Belangrijkste overwinningen
1993
- Belgisch kampioen op de weg, Elite

## Resultaten in voornaamste wedstrijden
| Jaar | Parijs-Roubaix | Parijs-Tours | Parijs-Brussel | E3 Harelbeke |
| ---- | -------------- | ------------ | -------------- | ------------ |
| 1990 | 35e            | 114e         | 122e           |              |
| 1991 | 41e            |              | 46e            |              |
| 1992 |                | 102e         | 48e            |              |
| 1993 |                | 6e           | 29e            | 9e           |
| 1994 |                |              |                | 17e          |